# Doctor Rhythm
Doctor Rhythm (Brasil: Doutor Ré-Mi-Bemol ) é um filme estadunidense de 1938, do gênero comédia musical, dirigido por Frank Tuttle e estrelado por Bing Crosby e Mary Carlisle. O roteiro, baseado em conto de O. Henry, resultou em um veículo menor para Crosby. No elenco, destaca-se a premiada comediante da Broadway Beatrice Lillie, em rara aparição no cinema. Crosby canta, entre outras, as canções On the Sentimental Side e This Is My Night to Dream, ambas de James Monaco e Johnny Burke.

## Sinopse
Enquanto o pai, policial Lawrence O'Roon, recupera-se de enfermidade, o médico  Bill Remsen toma-lhe o distintivo e torna-se guarda-costas da rica solteirona  Lorelei Dodge-Blodgett. Esta possui um bela sobrinha, Judy Marlowe, por quem o doutor acaba por se apaixonar. Enquanto isso, ladrões rondam pelas cercanias.

## Elenco
| Ator/Atriz       | Personagem               |
| ---------------- | ------------------------ |
| Bing Crosby      | Bill Remsen              |
| Mary Carlisle    | Judy Marlowe             |
| Beatrice Lillie  | Lorelei Dodge-Blodgett   |
| Andy Devine      | Policial Lawrence O'Roon |
| Rufe Davis       | Al                       |
| Laura Hope Crews | Minerva Twombling        |
| Fred Keating     | Chris LeRoy              |